# Canton de Jaligny-sur-Besbre
Le canton de Jaligny-sur-Besbre est une ancienne division administrative française située dans le département de l'Allier et la région Auvergne. Il a été supprimé en mars 2015 à la suite du redécoupage des cantons du département.

## Géographie
Ce canton était organisé autour de Jaligny-sur-Besbre dans l'arrondissement de Vichy. Son altitude variait de 234 m (Châtelperron) à 487 m (Bert) pour une altitude moyenne de 287 m.

## Histoire
Le canton a été supprimé en 2015 à la suite du redécoupage cantonal de 2014 et les douze communes ont rejoint le nouveau canton de Moulins-2.

## Représentation

### Conseillers généraux de 1833 à 2015
| Période | Période           | Identité                                                            | Étiquette    | Qualité |
| ------- | ----------------- | ------------------------------------------------------------------- | ------------ | --- |
| 1833    | 1842 (décès)      | Joseph Beauchamp                                                    |              | Avocat, notaire Ancien représentant à la Convention nationale (1792-1795) Ancien représentant au Conseil des Cinq-Cents Ancien député au Corps législatif (1799-1814) Maire de Saint-Léon |
| 1842    | 1851              | Gilbert Emmanuel Préveraud de La Boutresse des Quillets (1805-1884) |              | Officier de cavalerie, ancien garde du corps Propriétaire, maire de Trézelles |
| 1851    | 1858 (décès)      | Jean-Pierre Saulnier des Merles (1796-1858)                         |              | Juge de paix, percepteur des contributions indirectes Propriétaire à Chavroches |
| 1858    | 1861 (décès)      | Claude Louis Eugène Valleton (1804-1861)                            |              | Premier président de la Cour impériale d'Angers |
| 1861    | 1881 (annulation) | Louis de Chantemerle                                                | Conservateur | Juge de paix, propriétaire à Chavroches Sénateur (1876-1885) |
| 1881    | 1883 (déchu)      | Joannès Mivière                                                     | Républicain  | Notaire et maire de Jaligny-sur-Besbre (1878-1879) |
| 1883    | 1886              | Simon Chevrier                                                      | Conservateur | Régisseur - Maire de Tréteau |
| 1886    | 1908 (démission)  | Charles Gustave Marchal (1844-1915)                                 | Rad.         | Commerçant - Maire de Trézelles |
| 1908    | 1928              | Auguste Turaud (1865-1938)                                          | PRS          | Minotier Maire de Jaligny-sur-Besbre (1896-1929) |
| 1928    | 1940              | Arnold Bontemps (1884-1953)                                         | SFIO         | Journaliste à Paris |
|         |                   |                                                                     |              | |
| 1942    | 1945              | Henri Tillié (1879-1958)                                            |              | Négociant - Maire de Jaligny-sur-Besbre Nommé conseiller départemental en 1942 |
|         |                   |                                                                     |              | |
| 1945    | 1949              | Jean Guéret (1909-1983)                                             | PCF          | Agriculteur, responsable d'associations agricoles, Tréteau |
| 1949    | 1989 (décès)      | Pierre Gonard                                                       | SFIO puis PS | Menuisier-ébéniste - Sénateur (1970-1971) Maire de Bert (1944-1989) |
| 1989    | 2004              | Marcel Achard                                                       | PS           | PEGC Professeur de collège Maire de Jaligny-sur-Besbre de 1989 à 2008 |
| 2004    | 2015              | Jean-Paul Chérasse (1950-2019)                                      | PS           | Enseignant Maire de Thionne (2001-2019) Vice-président du Conseil général |

### Conseillers d'arrondissement (de 1833 à 1940)
De 1833 à 1926, le canton de Jaligny faisait partie de l'arrondissement de Lapalisse.
| Période                                  | Période | Identité                                            | Étiquette           | Qualité |
| ---------------------------------------- | ------- | --------------------------------------------------- | ------------------- | --- |
| 1833                                     | 1848    | Jacques Philippe Collas de Châtelperron (1789-1879) |                     | Propriétaire, maire de Châtelperron                                                                         |
|                                          |         |                                                     |                     | |
| 1883                                     | 1895    | Gilbert Guéret                                      | Conservateur        | Négociant à Chavroches                                                                                      |
| 1895                                     | 1913    | François Meilheurat                                 | Républicain Radical | Maire de Saint-Léon                                                                                         |
| 1913                                     | 1925    | Pierre Beurrier                                     | Radical             | Cultivateur et entrepreneur de battage, maire de Cindré                                                     |
| 1925                                     | 1937    | Blaise Boutonnat (1870-1943)                        | SFIO                | Cultivateur, conseiller municipal de Jaligny-sur-Besbre                                                     |
| 1937                                     | 1940    | Antoine Péjoux (1901-1978)                          | SFIO                | Epicier et commerçant ambulant, maire de Trézelles (révoqué en 1942 par le Gouvernement de Vichy)           |
| 1940                                     |         |                                                     |                     | Les conseils d'arrondissement ont été suspendus par la loi du 12 octobre 1940 et n'ont jamais été réactivés |
| Les données manquantes sont à compléter. |         |                                                     |                     | |

Sources : Archives départementales de l'Allier, rubrique "Presse" - https://archives.allier.fr/archives-en-ligne/presse?arko_default_63e27309704a6--ficheFocus=

## Composition
Le canton de Jaligny-sur-Besbre regroupait douze communes et comptait 4 261 habitants (recensement de 2012, population municipale).
| Nom                            | Code Insee | Intercommunalité               | Superficie (km2) | Population (dernière pop. légale) | Densité (hab./km2) |
| ------------------------------ | ---------- | ------------------------------ | ---------------- | --------------------------------- | ------------------ |
| Jaligny-sur-Besbre (chef-lieu) | 03132      | CC Entr'Allier Besbre et Loire | 9,63             | 597 (2014)                        | 62                 |
| Bert                           | 03024      | CC du Pays de Lapalisse        | 24,15            | 255 (2014)                        | 11                 |
| Châtelperron                   | 03067      | CC Entr'Allier Besbre et Loire | 20,80            | 148 (2014)                        | 7,1                |
| Chavroches                     | 03071      | CC Entr'Allier Besbre et Loire | 9,95             | 264 (2014)                        | 27                 |
| Cindré                         | 03079      | CC Entr'Allier Besbre et Loire | 22,63            | 316 (2014)                        | 14                 |
| Liernolles                     | 03144      | CC Entr'Allier Besbre et Loire | 37,31            | 205 (2014)                        | 5,5                |
| Saint-Léon                     | 03240      | CC Entr'Allier Besbre et Loire | 33,62            | 627 (2014)                        | 19                 |
| Sorbier                        | 03274      | CC Entr'Allier Besbre et Loire | 17,09            | 307 (2014)                        | 18                 |
| Thionne                        | 03284      | CC Entr'Allier Besbre et Loire | 26,96            | 318 (2014)                        | 12                 |
| Treteau                        | 03289      | CC Entr'Allier Besbre et Loire | 31,28            | 574 (2014)                        | 18                 |
| Trézelles                      | 03291      | CC Entr'Allier Besbre et Loire | 18,14            | 394 (2014)                        | 22                 |
| Varennes-sur-Tèche             | 03299      | CC Entr'Allier Besbre et Loire | 18,73            | 257 (2014)                        | 14                 |

## Démographie
| 1962  | 1968  | 1975  | 1982  | 1990  | 1999  | 2006  | 2011  | 2012  |
| ----- | ----- | ----- | ----- | ----- | ----- | ----- | ----- | ----- |
| 7 040 | 6 664 | 5 914 | 5 310 | 4 736 | 4 375 | 4 294 | 4 280 | 4 261 |